# 羊魚屬
羊魚属，為輻鰭魚綱鱸形目鱸亞目鬚鯛科的其中一属。

## 下属物种
- - 銀羊魚（Mullus argentinae）
  - 金羊魚（Mullus auratus）
  - 羊魚（Mullus barbatus barbatus）
  - 紅斑羊魚（Mullus barbatus ponticus）
  - 縱帶羊魚（Mullus surmuletus）